# Strychnos nitida
Strychnos nitida är en tvåhjärtbladig växtart som beskrevs av George Don jr. Strychnos nitida ingår i släktet Strychnos och familjen Loganiaceae. Inga underarter finns listade i Catalogue of Life.